# Hyundai Lafesta
Der Hyundai Lafesta (chinesisch: 菲斯塔) ist eine Limousine der Mittelklasse der Hyundai Motor Company.

## Geschichte
Das Fahrzeug wurde im April 2018 im Rahmen der Beijing Auto Show der Öffentlichkeit präsentiert und wurde ab Oktober 2018 vom Beijing-Hyundai Joint Venture gebaut. Eine überarbeitete Version der Baureihe kam im November 2022 auf den Markt. Seitdem wurde das Fahrzeug nur noch in der sportlicher gestalteten Ausstattungslinie N Line angeboten. Positioniert war es auf dem chinesischen Markt zwischen dem Hyundai Mistra und dem Hyundai Sonata. Auf anderen Märkten wurde die Limousine nicht angeboten.

## Lafesta EV
Eine batterie-elektrische Version Lafesta EV war ab März 2020 in China erhältlich. Sie soll eine NEFZ-Reichweite von 490 km erreichen. Den Antrieb übernimmt ein Elektromotor mit 135 kW (184 PS), die Höchstgeschwindigkeit gibt Hyundai mit 165 km/h an. Die EV-Variante ist etwas länger aufgrund einer neuen stromlinienförmigeren Front und etwas höher aufgrund des erforderlichen Platzes für die Batterie. Die Batteriezellen wurden von CATL zugekauft.

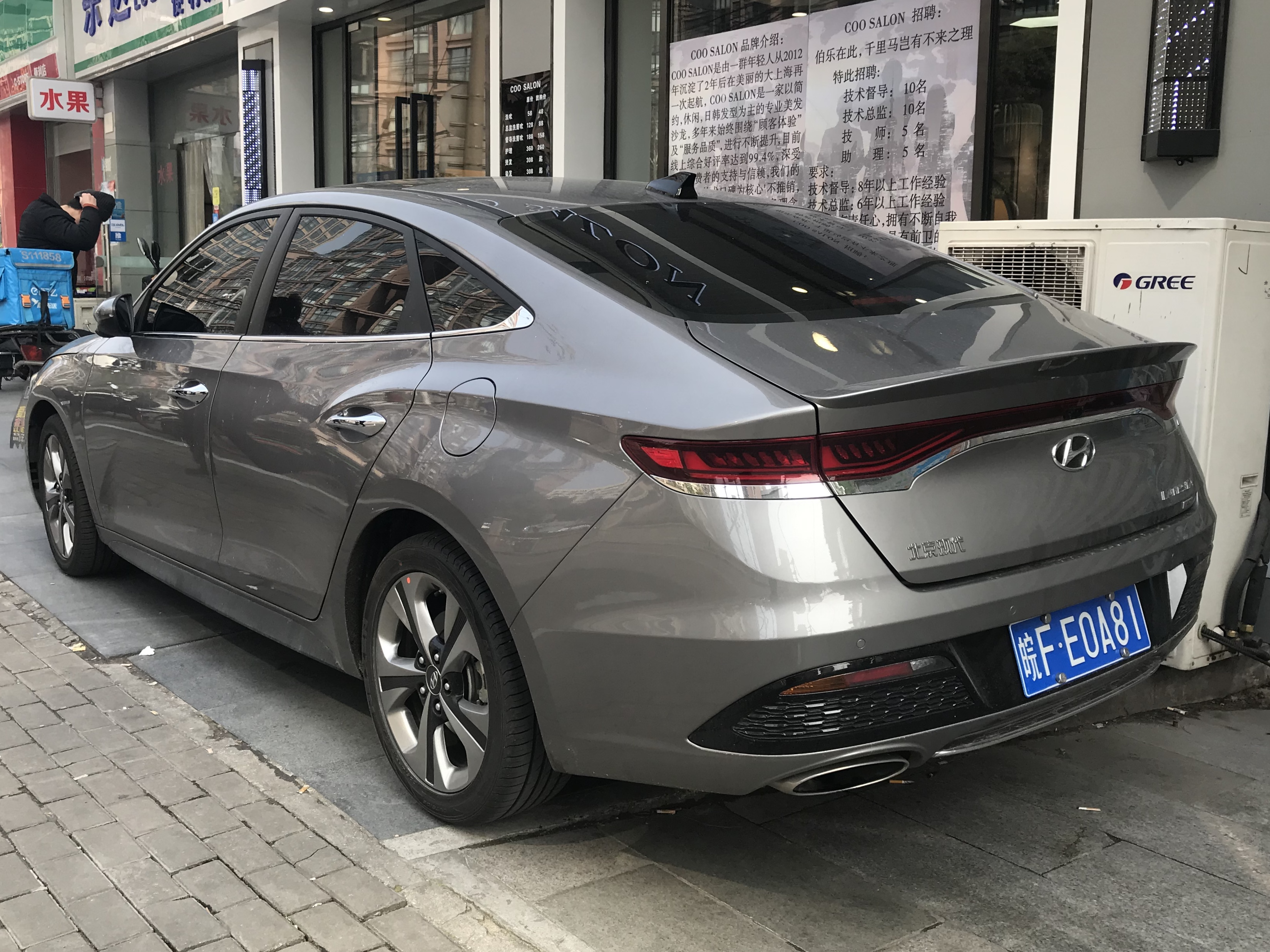
Heckansicht
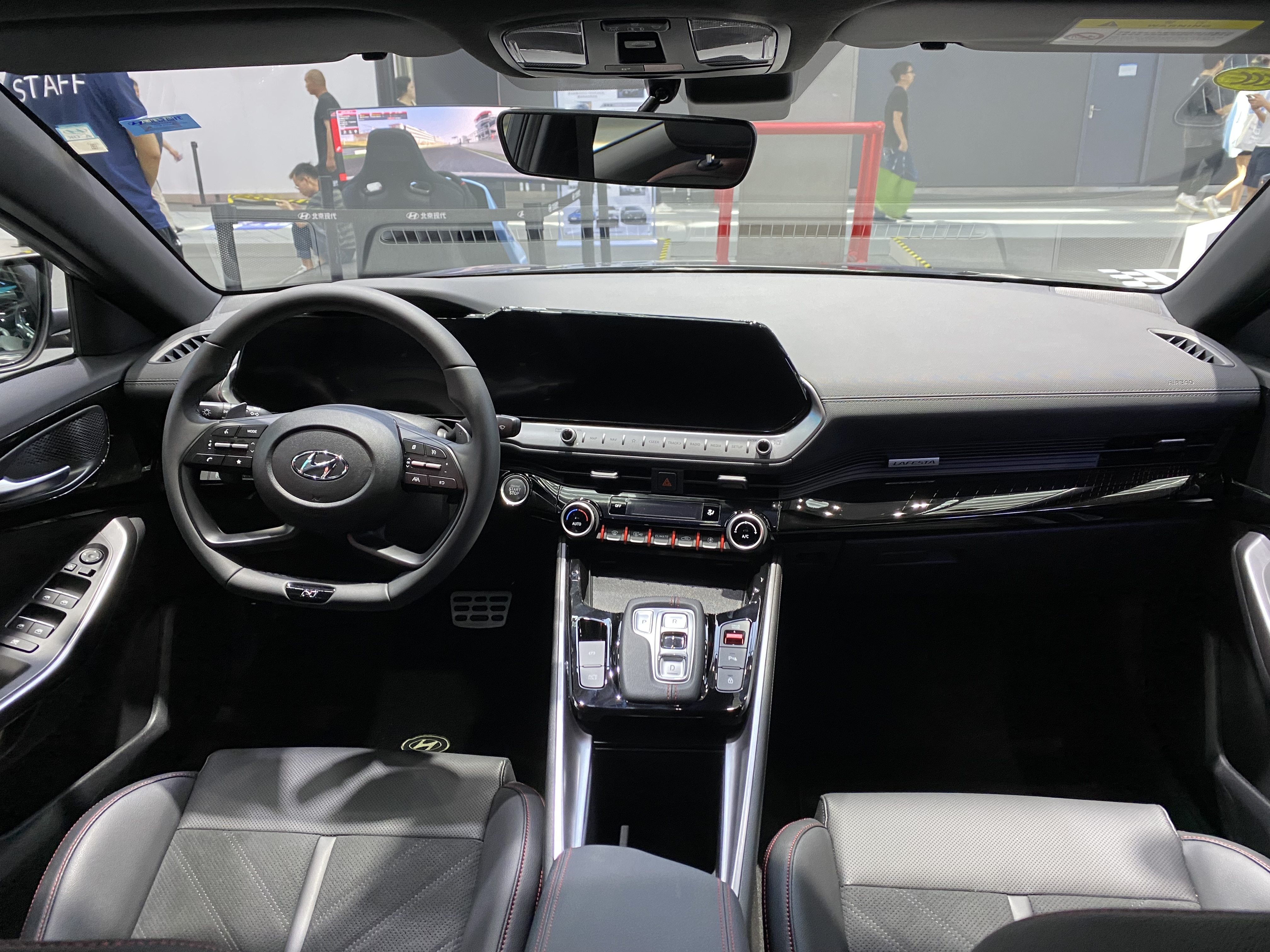
Innenansicht
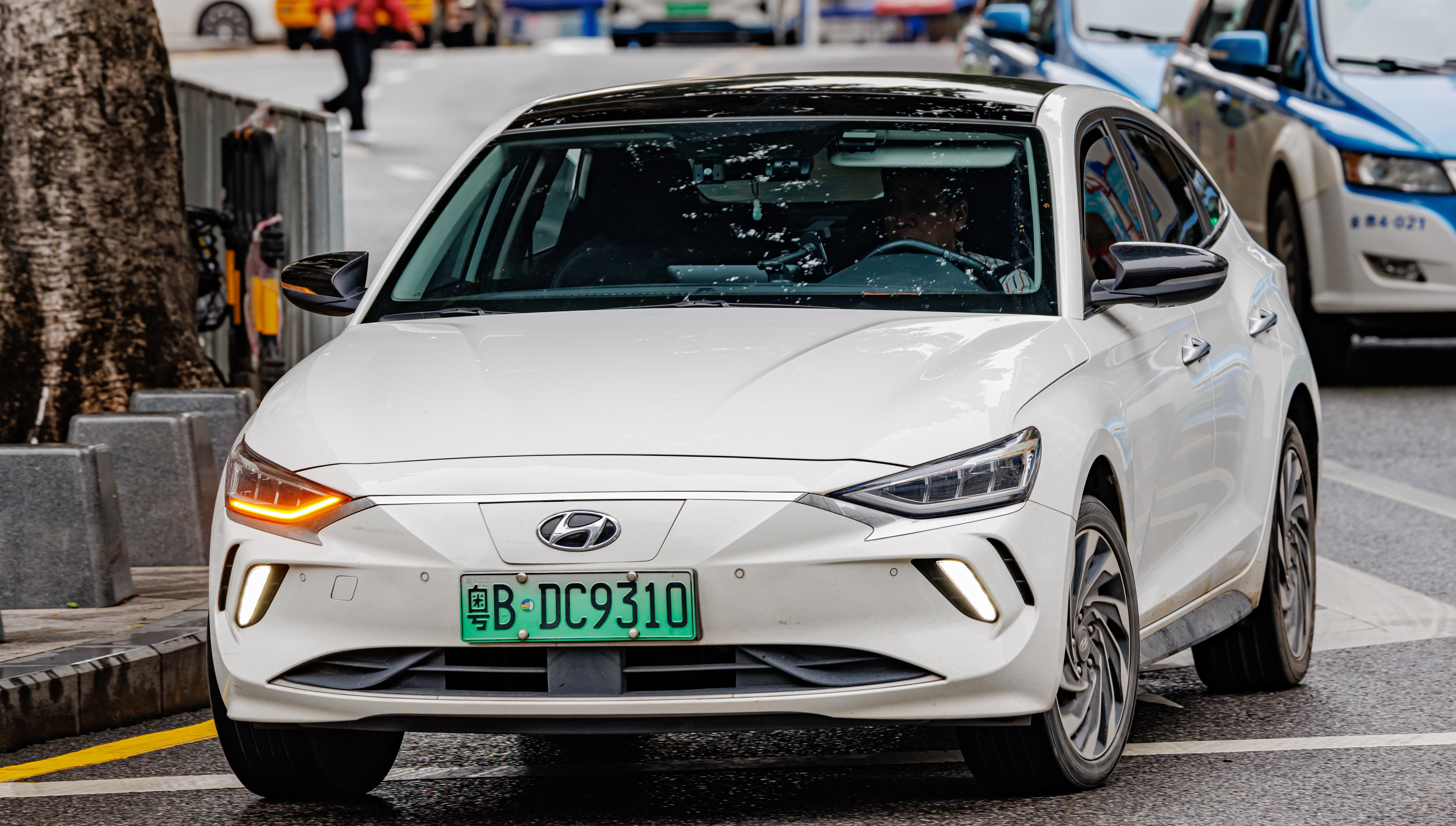
Hyundai Lafesta EV (2020–2021)

## Technische Daten
Der Lafesta wurde bis zum Facelift von einem 1,4-Liter-Ottomotor mit 103 kW (140 PS) oder einem 1,6-Liter-Ottomotor mit 140 kW (190 PS) oder 150 kW (204 PS) angetrieben. Alle Versionen haben serienmäßig ein 7-Stufen-Doppelkupplungsgetriebe. Mit der Modellpflege ersetzte ein 1,5-Liter-Ottomotor mit 147 kW (200 PS) die bisherigen Motorisierungen.
| Kenngrößen                                           | 240 T GDi                        | 270 T GDi                        | 280 T GDi                        | 280 T GDi                        | EV                            |
| Bauzeitraum                                          | 10/2018–12/2020                  | 11/2022–04/2024                  | 10/2018–11/2022                  | 10/2018–11/2022                  | 03/2020–12/2021               |
| Motorkenndaten                                       |                                  |                                  |                                  |                                  |                               |
| Motortyp                                             | R4-Ottomotor                     | R4-Ottomotor                     | R4-Ottomotor                     | R4-Ottomotor                     | Elektromotor                  |
| Motoraufladung                                       | Turbolader                       | Turbolader                       | Turbolader                       | Turbolader                       | —                             |
| Hubraum                                              | 1353 cm³                         | 1497 cm³                         | 1591 cm³                         | 1591 cm³                         | —                             |
| max. Leistung                                        | 103 kW (140 PS) bei 6000/min     | 147 kW (200 PS) bei 6000/min     | 140 kW (190 PS) bei 6000/min     | 150 kW (204 PS) bei 6000/min     | 135 kW (184 PS) bei 14000/min |
| max. Drehmoment                                      | 242 Nm bei 1500–3200/min         | 253 Nm bei 2200–4000/min         | 265 Nm bei 1500–4500/min         | 265 Nm bei 1500–4500/min         | 310 Nm                        |
| Kraftübertragung                                     |                                  |                                  |                                  |                                  |                               |
| Antrieb, serienmäßig                                 | Vorderradantrieb                 | Vorderradantrieb                 | Vorderradantrieb                 | Vorderradantrieb                 | Vorderradantrieb              |
| Getriebe, serienmäßig                                | 7-Stufen-Doppelkupplungsgetriebe | 7-Stufen-Doppelkupplungsgetriebe | 7-Stufen-Doppelkupplungsgetriebe | 7-Stufen-Doppelkupplungsgetriebe | 1-Stufen-Reduktionsgetriebe   |
| Messwerte                                            |                                  |                                  |                                  |                                  |                               |
| Leergewicht                                          | 1275–1315 kg                     | 1420 kg                          | 1325 kg                          | 1385 kg                          | 1603 kg                       |
| Höchstgeschwindigkeit                                | 203 km/h                         | 220 km/h                         | 218 km/h                         | 220 km/h                         | 165 km/h                      |
| Beschleunigung, 0–100 km/h                           | k. A.                            | 8,2 s                            | k. A.                            | 6,8 s                            | k. A.                         |
| Kraftstoff-/Energieverbrauch auf 100 km (kombiniert) | 5,2 l Super                      | 6,2 l Super                      | 5,7 l Super                      | 5,9 l Super                      | 12,7 kWh                      |
| Tankinhalt                                           | 53 l                             | 53 l                             | 53 l                             | 53 l                             | —                             |
| Batterie                                             | —                                | —                                | —                                | —                                | 56,5 kWh                      |
| Elektrische Reichweite nach NEFZ                     | —                                | —                                | —                                | —                                | bis zu 490 km                 |